# عصا

ناصرالدین‌شاه قاجار تکیه داده بر عصای خویش در حیاط کاخ گلستان

عصا چوبی است که به دست گیرند و در راه رفتن بدان تکیه کنند. چوبدست و چوبدستی نوع نتراشیده آن است که بینوایان و قلندران به دست می‌گرفته‌اند.
همچنین یکی از نمادهای قدرت استفاده از عصا و تعلیمی است. تعلیمی شلاق کوچک و چرمی است که صاحب منصبان ارنشی در دست داشتند.

## تاریخچه
عصا و چوبدست در گذشته بسیار دور به عنوان سلاح نیز به کار می‌رفته‌است. همچنین ورزش پرتاب چوبدست، که امروزه به شکل پرتاب نیزه درآمده‌است، ورزشی است به قدمت تاریخ بشر.
ویل دورانت در تاریخ تمدن می‌نویسد: " عصا با آنکه ابداعی بسیار ساده بود به اندازه‌ای به درد انسان می‌خورد که رفته رفته رمز نیرومندی و قدرت گردید و مظاهر مختلف آن در عصای جادویی پریان و عصای موسی و عصای عاجی کنسولها، در حکومت روم قدیم، و عصایی که قاضی یا پادشاه به دست می‌گیرد هنوز جلوه گر است. این عصا در کشاورزی به کار بذر افشانی می‌خورد و در کارزار عنوان نیزه و پیکان و شمشیر و سرنیزه را دارد "
برخی از چهره‌های تاریخی نیز عصاهای مشهوری داشته‌اند. توت‌ عنخ ‌آمون، یازدهمین فرعون بزرگ مصر باستان، علاقه‌ای افراطی به عصای دستی داشت. به طوری که پس از مرگ، ۱۳۲ عصای مختلف به همراه او در مقبره‌ی مشهورش دفن شد. هزاران سال بعد، لوئی چهاردهم پادشاه فرانسه که به لوئی کبیر مشهور بود، عصای معروفی در دست می‌گرفت که با ۲۴ قطعه الماس تزئین شده بود. هنری هفتم، پادشاه انگلستان نیز از عصای طلایی مشهوری استفاده می‌کرد که مجهز به انواع امکانات و ویژگی‌های خاص بود، از جمله عطرپاش، موچین، قطب‌نما، سوهان و چاقو.

## عصای نابینایان

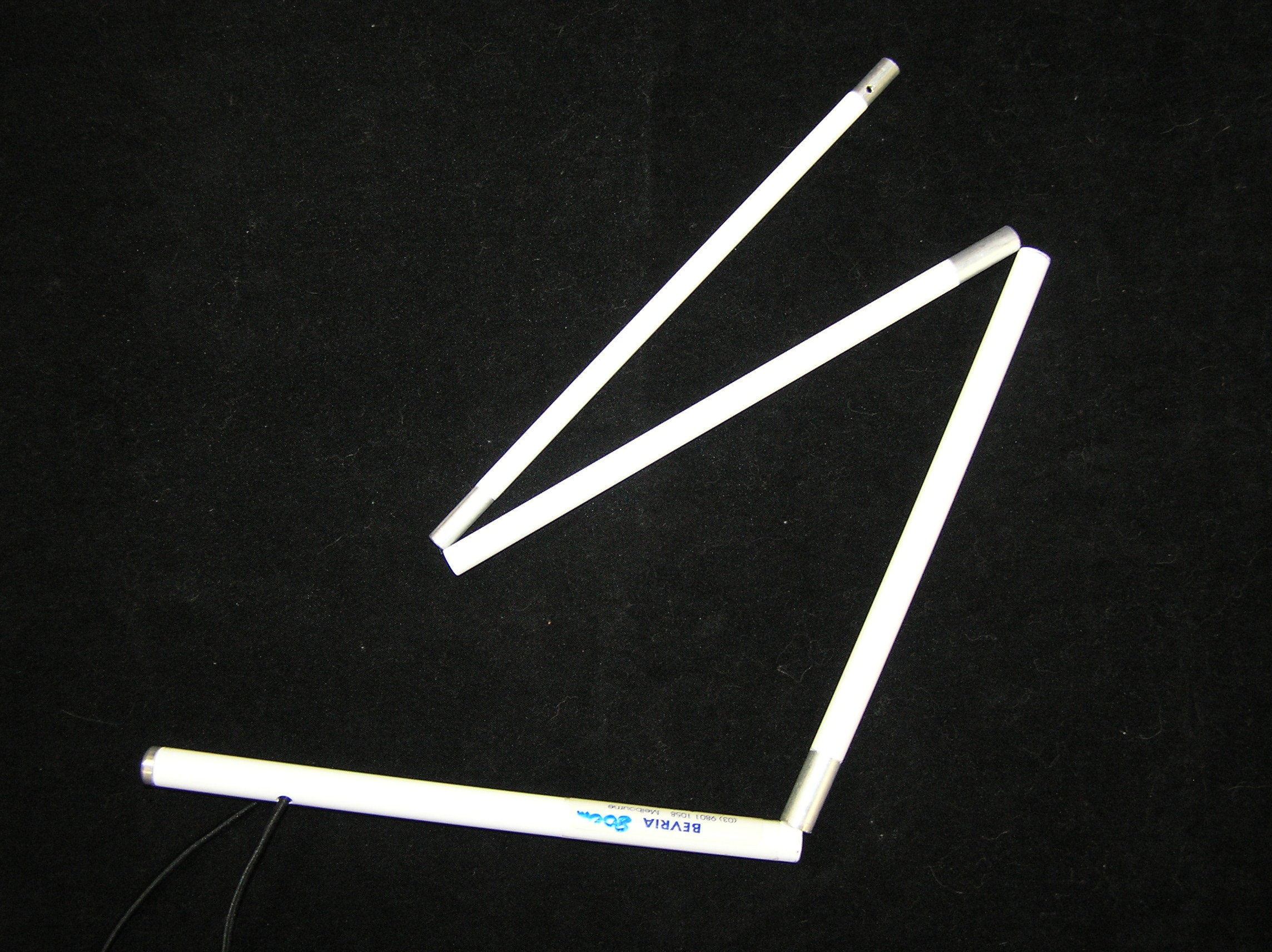
عصای تاشوی سفید مخصوص نابینایان

عصا قرن‌ها است که به عنوان وسیله کمکی برای نابینایان، به کار می‌رود. امروزه عصای نابینایان به رنگ سفید است و رنگ سفید عصا، نمادی برای نابینایان است. استفاده از این رنگ عصا برای نابینایان برای اولین بار در سال ۱۹۲۱ در کشور انگلستان متداول شد. اندکی بعد و در پانزدهم اکتبر (۲۳ مهر) قانونی به نام قانون عصای سفید به تصویب رسید و این روز نیز به نام روز نابینایان نامگذاری شد.

## عصای بقراط
بقراط حکیم، پدر طب جهان عصای معروفی داشته‌است که امروزه نقش آن بر روی نشانه مرکز فوریت‌های پزشکی ایران به چشم می‌خورد.

## پیاده‌روی
از عصا برای حفظ تعادل در پیاده‌روی استفاده می‌شود. در هنگام پیاده‌روی باید عصا را همزمان با پای مخالف حرکت داد و به زمین گذاشت. استفاده از عصا در هنگام پیاده‌روی و راه رفتن، همچنین باعث تحرک عضلات سینه و دست شده و از فشار وارده بر زانو می‌کاهد.

## سحر و جادو

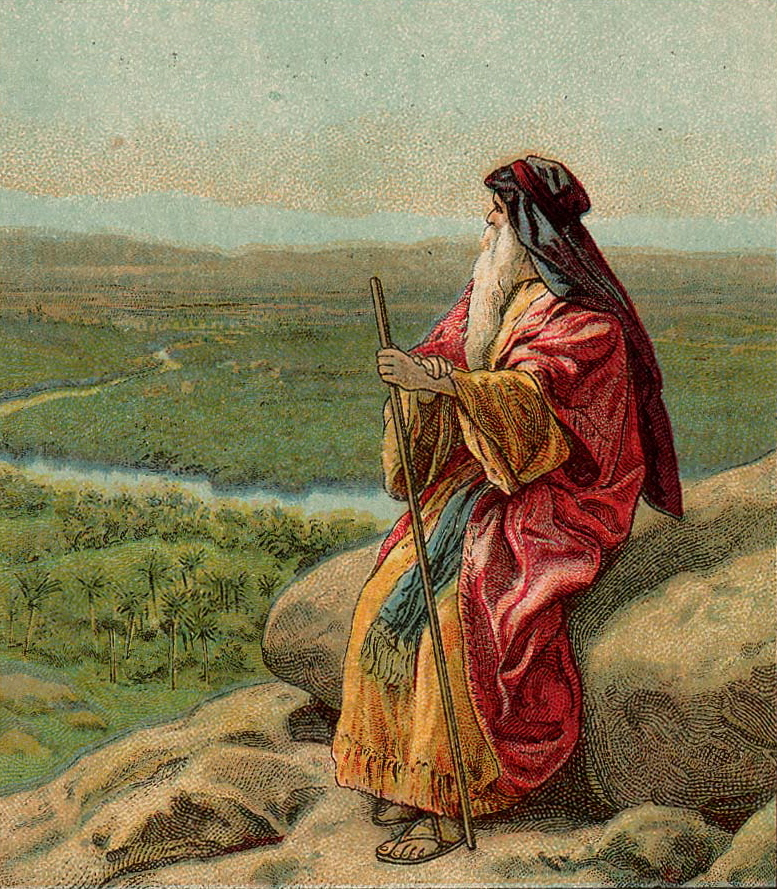
عصای موسی

ماجرای موسی و جادوگران در باب‌های چهارم، هفتم و هشتم از سفر خروج تورات آمده‌ است.
بر اساس این داستان، ساحران و جادوگران دربار فرعون، از عصا به عنوان ابزار سحر و جادو استفاده می‌کردند. استفاده از عصای جادو، در ادبیات معاصر مانند داستان‌های هری‌پاتر نیز مورد توجه بوده و حتی نزد عده‌ای، همچنان مقبولیت دارد.

## عصای موسی
شیعیان اعتقاد دارند که این عصا از ابتدا متعلق به حضرت آدم بوده و نسل به نسل به مهدی موعود رسیده‌است. در قرآن به معجزاتی چون تبدیل به مار شدن، تبدیل به اژدها شدن، شکافتن دریا و جاری کردن چشمه‌ها از سنگ برای این عصا اشاره شده‌است.

## اساطیر

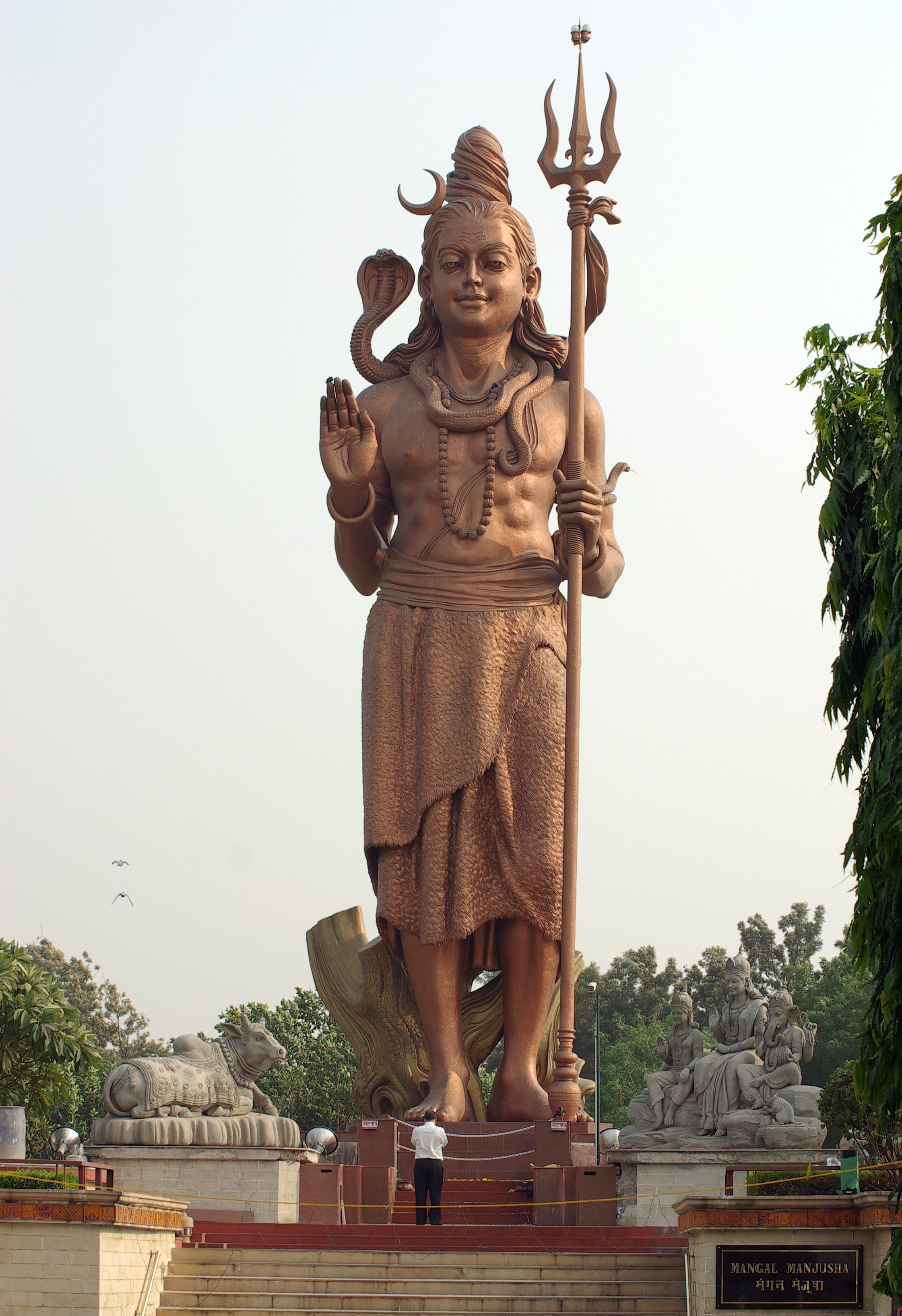
مجسمه شیوا با عصایی در دست

عصا، در نزد هر دو گروه اهورایی و اهریمنی نماد قدرت بوده‌است است. زئوس به عنوان پادشاه خدایان یونان باستان، در قالب اهورایی خود مسلح به عصایی از جنس صاعقه بود. در سریال مریم مقدس، هم مریم و زکریا و هم تمامی کاهنان مخالف آنان، عصایی به دست دارند.
شیوا، خدای خدایان هندو، عصایی سه شاخه در دست دارد که تریشول نامیده می‌شود. در افسانه‌های اوستایی نیز آمده‌است که اهورامزدا، عصای زرنشانی به جمشید، هدیه داده‌است.

## کاربردهای نوین

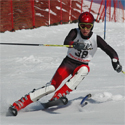
چوبدست (باتون) اسکی

چوبدستی‌ها علاوه بر پیاده‌روی، در برخی بازی‌ها و ورزش‌ها مانند ورزش‌های رزمی، اسکی، کوهنوردی، گلف و مانند آن کاربرد دارند.
در برخی از کشورها از عصا در انواعی از رقص نیز استفاده می‌شود. عصا همچنین در تعزیه و شاهنامه خوانی نیز به عنوان یک نماد و نشانه به کار می‌رود.